# Pierre-Marie-David Le Cadre
Pierre-Marie-David Le Cadre SSCC (ur. 30 sierpnia 1875 w Questembert we Francji, zm. 21 listopada 1952) – francuski duchowny rzymskokatolicki, sercanin biały, misjonarz, wikariusz apostolski Markizów.

## Biografia
29 lipca 1900 otrzymał święcenia prezbiteriatu i został kapłanem Zgromadzenia Najświętszych Serc Jezusa i Maryi oraz Wieczystej Adoracji Najświętszego Sakramentu Ołtarza.
30 grudnia 1920 papież Benedykt XV mianował go wikariuszem apostolskim Markizów oraz biskupem tytularnym Demetrias. 5 stycznia 1921 przyjął sakrę biskupią z rąk biskupa Vannes Alcime-Armanda-Pierre'a-Marii Gourauda. Współkonsekratorami byli biskup Quimper Adolphe-Yves-Marie Duparc oraz biskup Beauvais Eugène-Stanislas Le Senne.
Zmarł 21 listopada 1952.